# Schwärzwiesen bei Hülsa
Schwärzwiesen bei Hülsa este o arie protejată (arie specială de conservare — SAC, sit de importanță comunitară — SCI) din Germania întinsă pe o suprafață de 16,8 ha, integral pe uscat.

## Localizare
Centrul sitului Schwärzwiesen bei Hülsa este situat la coordonatele 50°56′15″N 9°26′11″E / 50.9375°N 9.4364°E.

## Înființare
Situl Schwärzwiesen bei Hülsa a fost declarat sit de importanță comunitară în noiembrie 2004 pentru a proteja 4 specii de animale. Situl a fost protejat și ca arie specială de conservare în martie 2008.

## Biodiversitate
Situată în ecoregiunea continentală, aria protejată conține 2 habitate naturale: Lacuri eutrofice naturale cu vegetație de tip Magnopotamion sau Hydrocharition, Pajiști cu Molinia pe soluri calcaroase, turboase sau argilos-nămoloase (Molinion caeruleae).
La baza desemnării sitului se află mai multe specii protejate de  păsări (4): ciocârlie-de-câmp (Alauda arvensis), fâsă de luncă (Anthus pratensis), prepeliță (Coturnix coturnix), sfrâncioc roșiatic (Lanius collurio).
Pe lângă speciile protejate, pe teritoriul sitului au mai fost identificate 12 specii de plante, 1 specie de amfibieni, 3 specii de nevertebrate, 1 specie de reptile.